# Ecsenius oculatus
Ecsenius oculatus és una espècie de peix de la família dels blènnids i de l'ordre dels perciformes.

## Morfologia
- Els mascles poden assolir 4,7 cm de longitud total.[1]

## Reproducció
És ovípar.

## Hàbitat
És un peix marí de clima tropical i associat als esculls de corall que viu fins als 2-12 m de fondària.

## Distribució geogràfica
Es troba a l'Illa Christmas i a Austràlia Occidental.